# Kurt Steinbach (Fußballspieler)
Kurt Steinbach (* 5. August 1922 in Grünhain) ist ein ehemaliger deutscher Fußballtorwart. Er spielte von 1951 bis 1958 in der DDR-Oberliga, der höchsten Fußballklasse im DDR-Fußball für die BSG Wismut Aue bzw. den SC Wismut Karl-Marx-Stadt. Er wurde 1956 und 1957 DDR-Meister und 1955 DDR-Pokalsieger.

## Sportliche Laufbahn
Steinbach verlebte seine Kindheit und Jugend in der erzgebirgischen Kleinstadt Grünhain, wo er in den 1930er Jahren seine erste Fußballerfahrungen in den örtlichen Schul- und Jugendmannschaften sammelte. Ab 1939 kam er in der örtlichen 1. Fußballmannschaft als Torwart zum Einsatz, bis er 1941 zum Kriegsdienst eingezogen wurde. Bei Motor Grünhain spielte er nach Heimkehr aus dem Zweiten Weltkrieg.
Nachdem sich die Betriebssportgemeinschaft (BSG) Zentra Wismut Aue (ab 1950 BSG Wismut Aue) im Frühjahr 1950 für die zur Saison 1950/51 neu eingerichtete zweitklassige DDR-Liga qualifiziert hatte, führte sie ein Trainingslager mit talentierten Fußballspielern aus dem Einzugsbereich des Trägerbetriebes Wismut AG durch, um sich mit neuen Spielern verstärken zu können. Zu den in die BSG übernommenen Spielern gehörte auch der erst 17-jährige Torwart Kurt Steinbach. Die Saison 1950/51 beendete die BSG Wismut in der DDR-Liga als Staffelsieger und Aufsteiger in die DDR-Oberliga, wobei Trainer Walter Fritzsch Steinbach den Vorzug gegenüber Erhard Schmalfuß gab und ihn in 17 der 18 ausgetragenen Punktspiele einsetzte.
In seiner ersten Oberligasaison 1951/52 gab es einen echten Konkurrenzkampf zwischen Steinbach und Schmalfuß, der mit 21 zu 18 Punktspielen knapp zugunsten von Steinbach ausging. Unter dem neuen Trainer Karl Dittes musste Steinbach in der Saison 1952/53 gegenüber Schmalfuß zurückstecken und stand in den 32 Punktspielen nur elfmal im Tor der Oberligamannschaft. Ein Jahr später lagen beide Torhüter nahezu gleich auf, doch zur Saison 1954/55 änderte sich die Situation, nachdem Schmalfuß seine Karriere beendet hatte und von Klaus Thiele abgelöst wurde. Thiele übernahm sofort die Rolle des Stammtorwarts, während Steinbach lediglich in zwei Meisterschaftsspielen aufgeboten wurde. Er wurde jedoch im Endspiel um den DDR-Fußballpokal aufgestellt, das Wismut mit 3:2 nach Verlängerung gegen den Hansa Rostock FC Hansa Rostock gewann.
In der abgelaufenen Saison wurde die Oberligamannschaft zum neu gegründeten SC Wismut Karl-Marx-Stadt transferiert, trug ihre Heimspiele aber weiter in Aue aus. Von August bis Dezember 1955 wurde im DDR-Fußball eine Übergangsrunde mit 13 Spielen ausgetragen, damit ab 1956 die Fußballsaison dem Kalenderjahr angeglichen werden konnte. Steinbach kam nur dreimal zum Einsatz, und mit Heinz Hippmann hatte sich erneut ein weiterer Torhüter angemeldet. Dieser stand auch zu Beginn der Saison 1956 im Auer Tor, wurde aber am achten Spieltag von Steinbach abgelöst, der auch bei den restlichen 18 Spieltagen das Tor hütete. Der SC Wismut beendete die Saison als neuer DDR-Meister. 1957 verteidigte Aue den Meistertitel, Thiele kehrte in die Mannschaft zurück und verdrängte Steinbach nach dem fünften Spieltag, der danach in dieser Spielzeit nicht wieder aufgestellt wurde. Sein letztes und 76. Oberligaspiel für Aue bestritt Kurt Steinbach am 22. Juni 1958. In der 60. Minute wurde er im Punktspiel Rotation Leipzig – SC Wismut (3:0) für Klaus Thiele eingewechselt. Tragisch für ihn, dass die beiden letzten Tore des Spiels gegen ihn fielen. Er kehrte nicht wieder in den höherklassigen Fußball zurück.
Von 1959 bis 1978 fungierte Steinbach als Sektionsleiter seines Vereins.